# Øyvind Leonhardsen
Øyvind Leonhardsen (* 17. August 1970 in Kristiansund) ist ein ehemaliger norwegischer Fußballspieler. 2007 beendete er als Kapitän des norwegischen Erstligisten Strømsgodset IF seine Spielerkarriere.
Als Nationalspieler Norwegens, nahm er unter anderem an zwei Fußball-Weltmeisterschaften teil.

## Vereinskarriere

### Die Anfangsjahre
Leonhardsen begann seine Karriere bei dem für seine starke Jugendarbeit bekannten Clausengenegen FK in der Nähe seiner Heimatstadt Kristiansund. Seine Mitspieler waren damals unter anderem Ole Gunnar Solskjær oder Arild Stavrum.
1989 wurde er dann vom norwegischen Erstligisten Molde FK entdeckt und unterschrieb seinen ersten Profi-Vertrag. Bei Molde bildete er ein starkes Mittelfeld-Duo mit seinem späteren Nationalmannschaftskollegen Petter Rudi. Da die Mannschaft im Allgemeinen aber nicht mit der Ligaspitze mithalten konnte, blieben die Vereinserfolge vorerst aus.
Nach drei starken Jahren bei Molde, unterschrieb er in Folge einen Vertrag beim norwegischen Rekordmeister Rosenborg Trondheim. Rosenborg, welches zwei Jahre lang nicht den Meistertitel gewinnen konnte, verjüngte die Mannschaft und nahm in diesem Jahr neben Leonhardsen auch Spieler wie Stig Inge Bjørnebye oder Vidar Riseth unter Vertrag, um wieder zurück in die Erfolgsspur zu gelangen. Leonhardsen avancierte in einer eher als Kollektiv agierenden Rosenborg-Mannschaft auf Anhieb zum herausragenden Spieler. Gleich in seinem ersten Jahr gewann er den Norwegischen Pokal und Meistertitel. Außerdem wurde er am Ende der Saison zum besten Mittelfeldspieler Norwegens gewählt. Es folgten 2 weitere Meistertitel.
Heute gilt die Mannschaft aus 1992 als der Grundstein für die dreizehn aufeinanderfolgenden Meistertitel.

### Die Zeit in England
1995 wechselte er für 650.000 Pfund in die Premier League zu Wimbledon. Die Ablösesumme war damals gleichbedeutend mit dem Transferrekord für die Tippeligaen.
In London steigerte er sich weiter kontinuierlich. Als Mittelfeldschnittstelle, neben Kapitän und Abräumer Vinnie Jones bzw. Sturmtank Efan Ekoku, konnte er schnell überzeugen. Seine erste Spielzeit in der Saison 1993/94 endete mit dem für Wimbledon historischen sechsten Tabellenplatz. Nach 2 weiteren starken Jahren, in denen er insgesamt 76 Mal für Wimbledon zum Einsatz kam, lockte der FC Liverpool mit einer Millionen-Offerte.
Im Juli 1997 wechselte er daraufhin für 3,5 Mio. Pfund nach Liverpool. Als erklärter Wunschspieler des damaligen Liverpool-Managers Roy Evans geholt, sollte er den zuvor formschwachen Jamie Redknapp ersetzen oder zumindest auf den zeitweise etwas unmotiviert wirkenden Steve McManaman Druck ausüben. Eine Fußverletzung, welche er sich in einem Vorbereitungsspiel zugezogen hatte, zwang ihn allerdings die ersten elf Meisterschaftsspiele auf der Tribüne zu verbringen. Wieder genesen hatte er im Mittelfeldzentrum keine Chance, da weder Redknapp noch McManaman schwächelten. Weil Evans seinen Wunschspieler aber nicht auf die Bank setzten wollte, brachte er ihn auf der linken Mittelfeldseite. Trotz 6 Toren in 28 Spielen wusste Leonhardsen auf dieser Position nie wirklich zu überzeugen und wurde niemals den in ihn gesetzten Erwartungen gerecht. Als in der darauffolgenden Saison auch noch Gérard Houllier das Zepter an der Anfield Road übernahm, kam Leonhardsen nur noch sporadisch zum Einsatz. Zusätzlich kämpfte er das gesamte Jahr über noch mit mehreren kleinen Verletzungen. Nach diesem für ihn sportlich höchst enttäuschenden Jahr drang er auf einen Vereinswechsel, wobei Houllier ihn aufgrund seiner Vielseitigkeit im Mittelfeld unbedingt halten wollte.
Zur Saison 1999/00 wechselte er daraufhin für 3 Mio. Pfund zurück nach London zu Tottenham Hotspur. Bei Tottenham war er als hängende Spitze eingeplant, die vor allem den Freigeist der Mannschaft, David Ginola, entlasten sollte. Doch wieder verletzte er sich noch vor Beginn der Saison und musste die ersten fünf Ligaspiele von der Tribüne aus zusehen. Wieder genesen erkämpfte er sich einen Stammplatz, fand jedoch abermals nicht zu der Form vergangener Tage. Kurz vor Saisonende verletzte er sich zum dritten Mal schwer und verpasst die Europameisterschaft 2000. Zur Saison 2000/01 verließ Ginola die Spurs.
, und man holte für 18 Mio. € Serhij Rebrow als Ersatz, der sich als kompletter Fehleinkauf entpuppte. Dies wurde auch Leonhardsen angekreidet, der nur selten zu überzeugen wusste und somit das spielerische Element bei den Spurs fast ausschließlich an Darren Anderton hing. Als Glenn Hoddle die Mannschaft übernahm, wurde umgestellt und Leonhardsen musste wieder auf die ungeliebte linke Seite wandern. Hoddle favorisierte unter anderem den aufstrebenden Simon Davies für die zentrale Position.
In der Saison 2001/02 kam er zum Teil wegen Verletzungen bzw. wegen der oftmaligen Nichtberücksichtigung durch Hoddle zu lediglich 7 Ligaspielen. Am Ende der Saison bekam er von Tottenham die Freigabe.
Im folgenden August absolvierte er gemeinsam mit seinen Nationalmannschaftskollegen Ronny Johnsen ein Probetraining beim FC Schalke 04, in dem er im Gegensatz zu Johnsen überzeugen konnte. Noch bevor es allerdings zu ernsthaften Vertragsverhandlungen mit Schalke kam, bot Aston Villa beiden Spielern einen Einjahresvertrag mit Option auf ein weiteres an, welchen beide akzeptierten.
Das Jahr in Birmingham hatte Höhen und Tiefen. Einerseits konnte er zeitweise wieder an seine alte Klasse anknüpfen, andererseits war das gesamte Jahr vom Abstiegskampf geprägt. Am Ende schaffte man mit 3 Punkten Vorsprung den Klassenerhalt. Zum Saisonende verzichtete Villa zwecks Mannschaftsverjüngung auf das ziehen der Option, wodurch sein Vertrag am Saisonende endete.

### Karriereausklang in der Heimat
2004 kehrte Leonhardsen in seine Heimat zum Traditionsverein Lyn Oslo zurück. Lyn verpflichtete ihn als Führungsspieler und ernannte ihn gleich in der ersten Spielzeit zum Kapitän der Mannschaft. Die erste Saison beendete man auf Platz 6. Im Jahr 2005 spielte man dann lange um den Meistertitel mit und wurde am Ende mit nur zwei Punkten Rückstand dritter.
Nach diesem Erfolg verließ er Oslo und heuerte in der zweiten norwegischen Liga bei Strømsgodset IF an.
Auch bei Strømsgodset wurde er sofort Kapitän der Mannschaft und durfte am Jahresende den souveränen Aufstieg in die Tippeligaen feiern. In der Saison 2007 schaffte er noch den Klassenerhalt mit Stormgodset und beendete daraufhin seine 19 Jahre andauernde Profikarriere.

## Nationalmannschaft
Leonhardsen ging durch alle Jugendauswahlen Norwegens.
1989 sorgte er erstmals International für Aufsehen, als er mit der U-20 Auswahl Norwegens bei der Junioren-Fußballweltmeisterschaft in Saudi-Arabien, Spanien mit 4:2 besiegte. Die damalige Auswahl war unter anderem mit seinen späteren A-Team Kollegen Henning Berg, Lars Bohinen, Tore Pedersen, Roger Nilsen und Roar Strand gespickt.
Ein Jahr später folgte sein Debüt für die A-Nationalmannschaft im Freundschaftsspiel gegen Kamerun. Nach einem lupenreinen Hattrick in seinem 11 Länderspiel gegen Bermuda war er Stammspieler.
1994 war er als Stammspieler bei der Fußball-Weltmeisterschaft 1994 in den Vereinigten Staaten. Trotz einem Sieg über Mexiko und einer hartumkämpften Niederlage gegen den späteren Finalisten Italien  überstand Norwegen die Gruppenphase nicht. Am Ende entschied lediglich das schlechte Torverhältnis über das Ausscheiden der Norweger. Leonhardsen spielte in allen drei Vorrundenspielen über die gesamte Spielzeit.
1998 war er ebenfalls als Stammspieler bei der Fußball-Weltmeisterschaft 1998 in Frankreich. Im Laufe der Vorrunde konnte man unter anderem Brasilien mit 2:1 besiegen und stieg ins Achtelfinale auf. Dort verletzte sich Leonhardsen aber schon nach 13 Minuten und wurde gegen Ole Gunnar Solskjær ausgewechselt. Norwegen verlor das Spiel gegen Italien mit 1:0.
Eine Knieverletzung verhinderte seine Nominierung für die Fußball-Europameisterschaft 2000 in Belgien und den Niederlanden.
Nachdem er sich mit Norwegen nicht für die Fußball-Weltmeisterschaft 2002 qualifizieren konnte, beendete er im Juni 2003 bei einer 0:1-Niederlage gegen Dänemark seine Nationalmannschaftskarriere.
Zwischenzeitlich wurde ihm auch die Ehre des Mannschaftskapitäns zu teil.
Leonhardsen ist Inhaber der „Goldenen Uhr“. Diese wird jedem verdienten norwegischen Nationalspieler verliehen, der 25 A-Mannschaftseinsätze absolviert hat.
Insgesamt absolvierte er zwischen 1990 und 2003 89 Länderspiele, in denen er 19 Tore schoss.

## Erfolge

### Im Verein
- Norwegischer Meister: 1992, 1993, 1994
- Norwegischer Cup-Sieger: 1992

### Als Spieler
- Kniksenprisen – Bester Mittelfeldspieler:  1991, 1993